# Chaos in motion 2007-2008
Chaos in Motion 2007-2008 es un DVD de la banda de metal progresivo Dream Theater. Fue lanzado en septiembre de 2008, con grabaciones de distintos shows de su gira Chaos in Motion World Tour, durante la presentación del álbum Systematic Chaos. La gira, que comenzó el 3 de junio de 2007 en el festival Gods of Metal en Italia y terminó el 4 de junio de 2008 en Puerto Rico, consistió de 115 shows en 35 países.
Dos ediciones fueron lanzadas: una consistente de un DVD doble, y otra, especial, que además del DVD doble lleva 3 CD con el show en audio.

## Grabaciones
Los siguientes fueron los shows de los cuales se tomaron canciones para el DVD:
- En Toronto, 18 de agosto de 2007: "Blind Faith" y "Surrounded"
- En Boston, 21 de agosto de 2007: "Jordan Rudess Keyboard Solo", "Lines in the Sand" y "Scarred.
- En Róterdam, 9 de octubre de 2007: "Intro/Also Sprach Zarathustra", "Constant Motion", "The Dark Eternal Night" e "In The Presence Of Enemies".
- En Bangkok, 18 de enero de 2008: "Take the Time"
- En Buenos Aires, 4 de marzo de 2008: "Panic Attack"
- En Vancouver, 6 de mayo de 2008: "Forsaken", "The Ministry Of Lost Souls" y "Schmedley Wilcox".

## Lista de canciones

### DVD
Disco 1
1. Intro/Also Sprach Zarathustra
2. Constant Motion
3. Panic Attack
4. Blind Faith
5. Surrounded
6. The Dark Eternal Night
7. Keyboard Solo
8. Lines in the Sand
9. Scarred
10. Forsaken
11. The Ministry of Lost Souls
12. Take the Time
13. In the Presence of Enemies
14. Schmedley Wilcox: 
  - I. Trial of Tears
  - II. Finally Free
  - III. Learning to Live
  - IV. In the Name of God
  - V. Octavarium

Disco 2
- Documental de 90 minutos: "Behind The Chaos On The Road"
- Videos

1. Constant Motion
2. Forsaken
3. Forsaken (En estudio)
4. The Dark Eternal Night (En estudio)

- Proyecciones en vivo:

1. The Dark Eternal Night (N.A.D.S)
2. The Ministry Of Lost Souls
3. In The Presence Of Enemies Pt. 2

- "Mike Portnoy Stage Tour"
- "Mike Portnoy Backstage Tour"
- Galería de fotos.

### CD de la edición especial
Disco 1
1. Intro/Also Sprach Zarathustra
2. Constant Motion
3. Panic Attack
4. Blind Faith
5. Surrounded

Disco 2
1. The Dark Eternal Night
2. Keyboard Solo
3. Lines in the Sand
4. Scarred
5. Forsaken
6. The Ministry of Lost Souls

Disco 3
1. Take the Time
2. In the Presence of Enemies
3. Schmedley Wilcox: 
  - I. Trial of Tears
  - II. Finally Free
  - III. Learning to Live
  - IV. In the Name of God
  - V. Octavarium

## Personal
- Sebastian Beloch – director, editor, creador
- Andrew Bennett – director
- Lasse Hoile – director
- Jared Kvitka – ingeniero
- James LaBrie – voz
- Randy Lane – ingeniero, mezcla
- John Myung – bajo
- John Petrucci – guitarra, voz, producción
- Mike Portnoy – batería, voz, productor, director creativo
- Jordan Rudess – tecladista
- Kevin Shirley – mezcla
- Ryan Smith – masterzación
- Yasufumi Soejima – director
- Hugh Syme – arte de tapa, diseño
- Mika Tyyska – director